# Shanakdakhete
Shanakdakhete, también escrita Shanakdakhetoo Sanakadakhete,fue una reina de Egipto del Período Meroítico (Período Ptolemaico). Reina reinante del Reino de Kush, que gobernó en Meroe a principios del siglo I d. C. Se sabe que Shanakdakhete construyó un templo en Naqa.
Anteriormente se creía que Shanakdakhete había sido la primera reina kushitadebido a una datación errónea en sus inscripciones.Ahora este papel ha sido atribuido a Nahirqo.

## Historia
Shanakdakhete se conoce únicamente por las inscripciones jeroglíficas del Templo F en Naqa. Las inscripciones van acompañadas de relieves que representan a la reina, pero estas están muy deteriorados. Shanakdakhete fue la responsable de la construcción del Templo F, reemplazando una estructura anterior que había estado en el mismo lugar. Shanakdakhete aparece en las inscripciones tituladas Hijo de Ra, Señor de las Dos Tierras, Shanakdakheto.
En los estudios más antiguos, las inscripciones de Shanakdakhete se consideraban los primeros ejemplos de la escritura meroítica y ella se basó en esta fecha tradicionalmente de finales del siglo II a. C. Esta interpretación convirtió a Shanakdakhete en la reina reinante kushita más antigua registrada,lo que a su vez llevó a los eruditos a atribuir la pirámide a Beg N 11 a ella. Esta pirámide data del siglo II a. C. y no conserva el nombre del gobernante enterrado, aunque sí que hay una representación de una reina reinante en sus relieves. También se atribuyó a Shanakdakhete una estatua doble que representa a una gobernante junto con un príncipe no gobernante.
Las inscripciones de Shanakdakhete fueron reevaluadas por el egiptólogo Claude Rilly en 2004, que concluyó que la paleografía del texto la ubicaba mucho más tarde, ya sea alrededor del cambio de siglo entre el siglo I a. C. y el siglo I d. C., o en la primera mitad del siglo I. el siglo I d. C. Según Rilly (2004 y 2007) y Josefine Kuckertz (2021), ambos Pyramid Beg. N 11 y la estatua doble previamente asociada con Shanakdakhete son "ambas ahora atribuidas con buenas razones" a la reina reinante Nahirqo, que data del siglo II a. C. La reatribución ha sido aceptada por muchos otros académicos, como Janice Yellin (2020)y Francis Breyer (2022).
Ortografías similares de signos jeroglíficos sugieren que Shanakdakhete gobernó cerca de la época de otra reina reinante, Amanishakheto. Kuckertz (2021) situó a Shanakdakhete como sucesor de Amanishakheto, que gobernó en la primera mitad del siglo I d. C. Janice Yellin (2014) y Kuckertz también atribuyeron especulativamente la gran pirámide de Beg. N 21 a  Shanakdakhete.